# Laura Bridgman
Laura Dewey Lynn Bridgman (21 de diciembre de 1829 - 24 de mayo de 1889) es conocida como la primera niña estadounidense sordociega que obtuvo una educación significativa en el idioma inglés, cincuenta años antes que la más famosa sordociega Helen Keller. Bridgman quedó sorda y ciega a la edad de dos años después de sufrir un brote de escarlatina. Fue educada en la Perkins Institution for the Blind, donde, bajo la dirección de Samuel Gridley Howe, aprendió a leer y comunicarse utilizando braille y el alfabeto dactilológico desarrollado por Charles-Michel de l'Épée.
Durante varios años, Bridgman obtuvo el estatus de celebridad cuando Charles Dickens la conoció durante su gira en 1842 por Estados Unidos y escribió sobre sus logros en sus American Notes. Sin embargo, su fama duró poco, y pasó el resto de su vida en relativa oscuridad, la mayor parte en el Instituto Perkins, donde pasaba el tiempo cosiendo y leyendo libros en braille. 

## Primeros años
Laura Bridgman nació en Hanover, New Hampshire, la tercera hija de Daniel Bridgman, un agricultor bautista, y su esposa Harmony, hija de Cushman Downer, y nieta de Joseph Downer, uno de los cinco primeros pobladores (1761) de Thetford, Vermont.
Laura era una niña delicada, pequeña y destartalada, y sufrió convulsiones hasta que cumplió los dieciocho meses. Su familia fue golpeada por un brote de escarlatina cuando Laura tenía dos años. La enfermedad mató a sus dos hermanas mayores y a ella la dejó sorda, ciega y sin sentido del olfato ni del gusto. Aunque gradualmente recuperó su salud, permaneció sorda y ciega. La madre de Laura la mantuvo aseada y le mostró afecto, pero la niña recibió poca atención del resto de su familia, incluido su padre que, en ocasiones, trató de "asustarla para que obedeciera" al golpear su pie con fuerza en el suelo para  sobresaltarla con las vibraciones. Su amigo más cercano era un hombre contratado por los Bridgman, Asa Tenney, de carácter amable, pero aquejado de una discapacidad psíquica, a quien ella reconoció haberla hecho feliz en su infancia. Tenney también padecía algún trastorno del lenguaje expresivo y se comunicaba con Laura por señas. Él sabía que unos indios americanos empleaban una lengua de señas (probablemente, los Abenaki, los cuales usaban la lengua de señas de los indígenas de las llanuras) y había empezado ya a enseñar a Laura a expresarse usando estas señas cuando fue apartada de él para enviarla a la escuela.

## Educación en la escuela Perkins

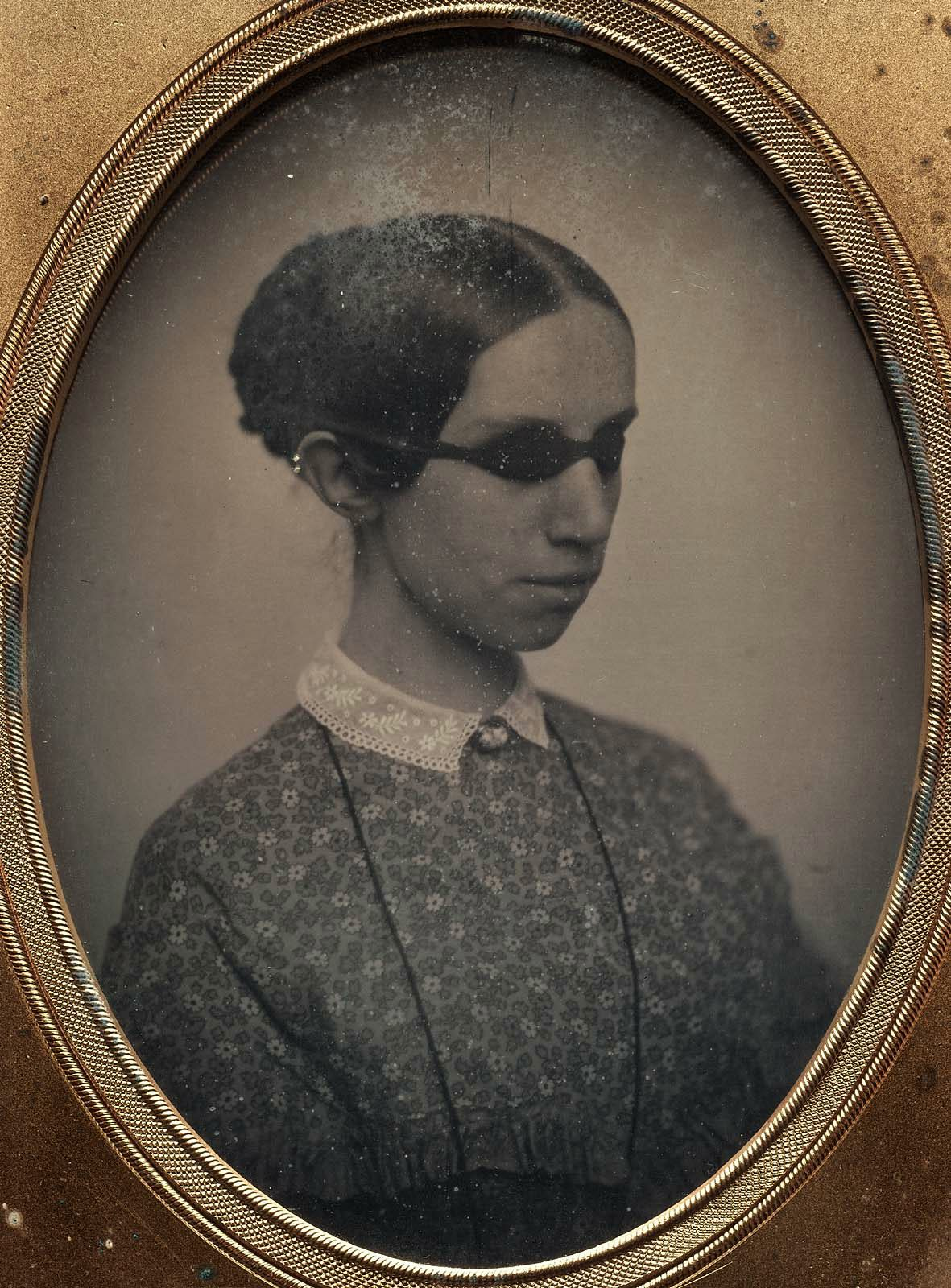
Bridgman circa 1855. Daguerrotipo por Southworth & Hawes

En 1837, James Barrett del Dartmouth College vio a Bridgman y mencionó su caso al Dr. Reuben Mussey, el jefe del departamento médico. Mussey visitó el hogar de los Bridgman y encontró a Laura una niña cariñosa e inteligente que, a pesar de sus graves discapacidades, podía realizar tareas domésticas básicas como coser y poner la mesa.  Mussey envió una carta al Dr. Samuel Gridley Howe, director de la Perkins Institution for the Blind en Boston, quien estaba ansioso por educar a la joven Bridgman, que ingresó a la escuela el 12 de octubre de 1837, dos meses antes de su octavo cumpleaños. Bridgman se asustó y sintió nostalgia al principio, pero pronto formó un vínculo con la matrona de la casa, Miss Lydia Hall Drew (1815-1887), quien también fue su primera instructora en la escuela.
Howe había conocido recientemente a Julia Brace, residente sordociega en la American School for the Seaf que se comunicaba mediante una serie de signos primitivos; sin embargo, sus instructores no le habían enseñado métodos más avanzados de comunicación, como formas adaptadas de signos táctiles. Howe desarrolló un plan para enseñar a Bridgman a leer y escribir a través de medios táctiles, algo que no se había intentado anteriormente, según su conocimiento. El plan de Howe se basó en las teorías del filósofo francés Denis Diderot, quien creía que el sentido del tacto podía desarrollar su "propio medio de lenguaje simbólico". Al principio, él y su asistente, Lydia Hall Drew, usaron palabras impresas con letras en relieve, y luego pasaron a usar un alfabeto manual expresado a través del mapeo del alfabeto inglés en puntos y trazando movimientos en la palma de la mano.
Howe le enseñó palabras a Bridgman antes de las letras individuales. Su primer experimento consistió en pegar etiquetas de papel en varios artículos comunes, como llaves, cucharas y cuchillos, con los nombres de los artículos impresos en letras en relieve. Luego él hizo que ella sintiera las etiquetas por sí misma, y ella aprendió a asociar las letras en relieve con los artículos a los que se referían. Eventualmente, podía encontrar la etiqueta correcta para cada objeto de un montón mixto. La siguiente etapa fue darle las letras individuales y enseñarle a combinarlas para deletrear las palabras que sabía.  Gradualmente, de esta manera, aprendió el alfabeto y los diez dígitos. Todo el proceso mostró que ella tenía inteligencia real, que solo requería estimulación, y su propio interés por aprender se volvió más agudo a medida que avanzaba.
Howe se dedicó a la educación de Bridgman y fue recompensado con un éxito creciente. El 24 de julio de 1839, ella escribió su propio nombre de manera legible.  El 20 de junio de 1840 tuvo su primera lección de aritmética, con la ayuda de una caja metálica perforada con agujeros cuadrados, utilizando tipos cuadrados; y en diecinueve días pudo sumar una columna de cifras que sumaban treinta. Laura gozaba de buena salud y estaba feliz, y Howe la trató como a su hija.  Vivía en el apartamento del director con Howe y su hermana, Jeannette Howe, hasta que Howe se casó con Julia Ward en 1843. Su caso ya comenzó a interesar al público, y otros fueron llevados al Dr. Howe para su tratamiento. 

## Fama
Desde el comienzo de su trabajo con Bridgman, envió informes sobre su progreso y sus estrategias de enseñanza a revistas europeas, que fueron "leídas por miles". En enero de 1842, Charles Dickens visitó la institución, y luego escribió con entusiasmo en su American Notes sobre Howe y el éxito con Bridgman. Dickens cita el relato de Howe sobre la educación de Bridgman: 
 Sus sentimientos sociales, y sus afectos, son muy fuertes; y cuando está sentada en el trabajo, o al lado de uno de sus amiguitos, se retira de su tarea cada pocos momentos, para abrazarlos y besarlos con una seriedad y una calidez que son conmovedoras. Cuando se queda sola, ella se ocupa y aparentemente se divierte, y parece bastante contenta; y tan fuerte parece ser la tendencia natural del pensamiento a ponerse el atuendo del lenguaje, que a menudo se resuelve en el lenguaje de los dedos, lento y tedioso como es. Pero es solo cuando está sola, que está callada; porque si se da cuenta de la presencia de alguien cerca de ella, está inquieta hasta que pueda sentarse junto a ellos, tomar su mano y conversar con ellos por medio de una señal. 
 Tras la publicación del libro de Dickens, Bridgman se hizo internacionalmente famosa. Miles de personas la visitaron en la Escuela Perkins, "pidieron recuerdos, la siguieron en los periódicos y le dedicaron textos revistas evangélicas y de damas". Los sábados, la escuela estaba abierta al público. Las multitudes se reunían para verla leer y señalar ubicaciones en un mapa con letras en relieve. Laura se sintió "muy emocionada" por estos eventos, pero sus maestros estaban preocupados porque Laura sabía que ella atraía más atención que los demás estudiantes.  A fines de la década de 1840, Howe dijo que "quizás no hay tres mujeres vivas cuyos nombres son más conocidos que Laura Bridgman, y no hay una que haya despertado tanta simpatía e interés".

## Adolescencia
Bridgman sufrió una serie de pérdidas emocionales durante su adolescencia y principios de la veintena. En 1841, Lydia Drew, la primera maestra de Laura en la Escuela Perkins, dejó su puesto de maestra para casarse. Drew fue reemplazada por Mary Swift, una excelente maestra, aunque no tan abiertamente afectuosa con Bridgman como lo había sido Drew.
Swift también intentó inculcar a Bridgman sus puntos de vista religiosos congregacionalistas, desafiando directamente al Unitarianismo de Nueva Inglaterra de Howe. Una pérdida aún más devastadora ocurrió en mayo de 1843 cuando Howe se casó con Julia Ward, una mujer 18 años menor que él. Howe había tratado a Bridgman como a una hija, y ella lo había amado como a un padre así que estuvo deprimida por la prolongada separación que siguió al matrimonio (la luna de miel de los Howe en Europa duró 15 meses) y le preocupaba que Howe ya no la amara ahora que había tomado esposa. Los temores de Bridgman se hicieron realidad cuando la pareja regresó de su luna de miel en agosto de 1844.  
Howe había perdido interés en Bridgman, aunque él había hecho provisiones para que ella tuviera un hogar en la escuela de por vida. Bridgman nunca desarrolló una relación cercana con Julia Ward Howe que, según sus hijas, tenía un "disgusto físico por lo anormal y defectuoso" y un "encogimiento natural hacia los ciegos y otros defectuosos con los que a menudo fue arrojada" después de su matrimonio con Howe. Mary Swift dejó la escuela en mayo de 1845 también para casarse, dejando a Bridgman sin ninguna instrucción durante varios meses. La siguiente maestra de Bridgman, Sarah Wight, compensó las muchas pérdidas que Bridgman había sufrido en los últimos años. Wight le enseñó a Bridgman las materias académicas tradicionales (matemáticas, historia, geografía), y era una joven gentil, religiosa y tímida a la que Bridgman se dirigió de inmediato, pero aun así reservó un montón de tiempo para que las dos participaran en conversaciones prácticas, una de las actividades que más le gustaban a Bridgman.
Mientras que Wight se preocupaba profundamente por Bridgman, también sentía que, debido a su estatus de "celebridad", la muchacha disfrutaba de privilegios negados a los otros estudiantes. Bridgman tenía una habitación privada y rara vez se mezclaba con los otros estudiantes a menos que le prestaran "atención particular".  Wight también vio que Bridgman podía ser irritable, característica de comportamiento que requería disciplina. También podía ser emocionalmente exigente con su joven maestra, volviéndose malhumorada cada vez que Wight quería pasar un tiempo a solas.
En 1845, a la edad de dieciséis años, Bridgman desarrolló anorexia y su peso bajó de 113 a 79 libras. Howe acertadamente supuso que Bridgman estaba "reaccionando a los muchos abandonos y pérdidas que ella había soportado", y le propuso que visitara a su familia, con quien había tenido poco contacto en los últimos años. Acompañada por Wight, Bridgman viajó a la granja de New Hampshire de su familia en junio de 1846. Disfrutó especialmente al reunirse con su madre, las hermanas Mary y Collina, y el hermano Addison, quien pudo comunicarse con Bridgman en lenguaje de señas. También se reunió con su viejo amigo Asa Tenney, quien la visitó con frecuencia durante sus dos semanas de estadía. Aunque Bridgman volvió a comer, su comportamiento a menudo obstinado y temperamental persistió; esto preocupó a Wight, quien entendió que pocas personas soportarían tal conducta en una mujer adulta.
Wight dejó la Escuela Perkins en noviembre de 1850, después de haber pasado cinco años como profesora y compañera de Bridgman. Se había comprometido con un misionero unitario, George Bond, y después de su matrimonio, la pareja planeaba viajar a las islas Sandwich (Hawái). Bridgman le rogó ser su ama de llaves a Wight pero, en última instancia, su antigua maestra se fue sin ella, dejando a Bridgman sin ningún amigo, compañero o maestro para consolarla.

## Religión
Sin fuentes externas de consuelo, Bridgman se volvió hacia la oración y la meditación.  Finalmente abrazó la religión bautista de su familia y se bautizó en julio de 1852. Comenzó a escribir ocasionalmente poemas devocionales, de los cuales el "Hogar santo" es el más conocido: 
El Cielo es el hogar santo. El hogar santo es de siempre Duradero para siempre duradero. El hogar santo es veraniego.
El santo hogar durará
Siempre. . . 
Bridgman temía a la muerte, pero veía el Cielo como un "lugar donde por fin descansar de estos temores".

## Años adultos
La educación formal de Bridgman terminó cuando Wight abandonó la escuela en 1850. Regresó a New Hampshire y, por un tiempo, disfrutó reunida con su familia; sin embargo, ahora ella sentía nostalgia por la escuela y su anorexia finalmente regresó. Cuando Howe se enteró de que la salud de Bridgman se estaba deteriorando rápidamente, envió a una maestra, Mary Paddock, a la casa de Bridgman para llevar a su exalumna de regreso a la escuela. La salud de Bridgman mejoró gradualmente y, aunque recibió visitas ocasionales, el público la había olvidado en gran medida. Se mantenía ocupada escribiendo cartas a su madre y a algunas amigas. Bridgman se mantuvo en contacto tanto con Mary Swift como con Sarah Wight: cosía, leía la Biblia en braille y mantenía su habitación impecablemente limpia. Ganó un poco de dinero para gastar, aproximadamente $ 100 al año, vendiendo sus tapetes, bolsos y pañuelos bordados a ganchillo pero dependía principalmente de la escuela para proporcionarle alojamiento y comida. 

Bridgman vivió una vida relativamente tranquila y sin incidentes en la escuela. Nunca se convirtió en profesora a tiempo completo, pero sí ayudó a las jóvenes ciegas en sus clases de costura, donde se la consideraba una "instructora paciente pero exigente". En 1872, se agregaron varias cabañas (cada una bajo una matrona) para las niñas ciegas al campus de Perkins, y Bridgman se mudó de la casa más grande de la institución a una de ellas. Siempre ansiosa por comunicarse con alguien en lenguaje de señas, se hizo amiga de Anne Sullivan cuando compartieron una casa de campo a principios de la década de 1880. La muerte de Howe en 1876 fue un gran dolor para ella; pero antes de morir, había hecho arreglos para garantizar su seguridad financiera en la escuela por el resto de su vida. En 1887 se celebró allí su jubileo, pero en 1889 se enfermó y murió el 24 de mayo. La enterraron en el cementerio Dana en Hanover, New Hampshire, cerca de la granja de su familia. La lápida que marca su tumba dice: 
DESDE LOS DOS AÑOS DE EDAD, 
EDUCADA EN LA INSTITUCIÓN PERKINS 
DEL SUR DE BOSTON, MASSACHUSETTS 

## Legado
Bridgman se hizo famosa en su juventud como ejemplo de la educación de una persona sordociega. La madre de Helen Keller, Kate Keller, leyó el relato de Dickens sobre ella en American Notes y se inspiró para buscar consejos que la llevaron a contratar a una maestra y exalumna de la misma escuela, Anne Sullivan. Sullivan aprendió el alfabeto manual en la Institución Perkins, que ella le llevó a Helen, junto con una muñeca con ropa que Bridgman le había cosido.
El caso de Bridgman se menciona en La Symphonie Pastorale de André Gide.
Un navío Clase Liberty fue nombrado en su honor.
En 2014, se publicó un relato ficticio de la vida de Bridgman, What Is Visible por Kimberly Elkins.
En la película Room de 2015, la foto de Laura Bridgman está en la pared. 

## Otras lecturas
- Varios autores (1910-1911). «Encyclopædia Britannica».  En Chisholm, Hugh, ed. Encyclopædia Britannica. A Dictionary of Arts, Sciences, Literature, and General information (en inglés) (11.ª edición). Encyclopædia Britannica, Inc.; actualmente en dominio público.
- Elliott, Maud Howe y Florence Howe Hall. "Laura Bridgman: Famosa alumna del Dr. Howe y lo que le enseñó", Boston, 1903.
- Freeberg, Ernest.  La educación de Laura Bridgman: primera persona sorda y ciega para aprender el idioma , 2001. ISBN 0-674-00589-9
- Gitter, Elisabeth.  El invitado encarcelado: Samuel Howe y Laura Bridgman, la original sordociega , 2001. ISBN 0-374-11738-1
- Hayward, John. "Un diccionario geográfico de Massachusetts", Boston, 1847.
- Cazador, Edith Fisher.  Hijo de la noche silenciosa , 1963. ISBN 0-395-06835-5
- Jerusalem, Wilhelm. "Laura Bridgman. Educación de un sordociego. Un estudio psicológico", Viena, 1890.
- Lamson, Mary Swift (1878)  Vida y educación de Laura Dewey Bridgman  (Boston, Houghton Mifflin)
- Richards, Laura E..  Laura Bridgman: La historia de una puerta abierta , D. Appleton & Company. 1928.
- Varios autores (1891, actualmente en dominio público). «[[s:en:Appletons' Cyclopædia of American Biography/{{{1}}}|{{{1}}}]]».  En Wilson, James Grant; Fiske, John, eds., ed. Appletons' Cyclopædia of American Biography (en inglés).